# Bezirk Liszki
Bezirk Liszki – dawny powiat (Bezirk) kraju koronnego Królestwo Galicji i Lodomerii, funkcjonujący w latach 1854–1867. Siedzibą starostwa była wieś Liszki.

## Historia
Bezirk Liszki utworzono w ramach reformy uwłaszczeniowej z okresu Wiosny Ludów (1848–1849), która likwidowała jurysdykcję właściciela ziemskiego nad poddanymi. W Galicji, dominium – jako podstawowa jednostka administracyjna i filar systemu feudalnego straciło rację bytu. Konieczne stało się zatem wprowadzenie nowego systemu administracyjnego, którego zręby powstały w latach 1851–1855. Nowy trójstopniowy podział administracyjny objął 21 cyrkułów (niem. Kreise), 179 małych powiatów (niem. Bezirke) i ponad 6000 gmin (niem. Gemeinde). 
Bezirk Liszki objął obszar o wielkości 4,1 mil², zamieszkany przez 24.362 ludzi i podzielony na 44 gmin katastralnych. Wszedł w skład cyrkułu krakowskiego, jako jeden z jego pięciu powiatów ziemskich.
Po nadaniu Galicji autonomii oraz powołaniu samorządu gminnego i powiatowego w 1865 zlikwidowano cyrkuły (Kreise). Dotychczasowe małe powiaty (Bezirke) w liczbie 179, utrzymały się do 1867 roku, kiedy to w następstwie kolejnej reformy administracyjnej (23 stycznia 1867) zostały zastąpione przez 74 większych powiatów. Jednym z tych nowych powiatów był powiat krakowski, w skład którego wszedł m.in. w całości zniesiony Bezirk Liszki. 20 stycznia 1898 nazwę gminy Śmierdząca zmieniono na Kryspinów.

## Podział administracyjny (1854)
| Lp. | Gmina jednostkowa    | Powierzchnia | Ludność | Powiat w 1867 po zniesieniu |
| --- | -------------------- | ------------ | ------- | --------------------------- |
| 1   | Liszki               | 994          | 779     | krakowski                   |
| 2   | Aleksandrowice       | 1670         | 213     | krakowski                   |
| 3   | Baczyn               | 342          | 94      | krakowski                   |
| 4   | Balice               | 2379         | 984     | krakowski                   |
| 5   | Bielany              | 614          | 351     | krakowski                   |
| 6   | Bronowice Wielkie    | 1097         | 622     | krakowski                   |
| 7   | Bronowice Małe       | 880          | 545     | krakowski                   |
| 8   | Brzoskwinia          | 1069         | 353     | krakowski                   |
| 9   | Budzyń               | 212          | 263     | krakowski                   |
| 10  | Chełm                | 441          | 231     | krakowski                   |
| 11  | Cholerzyn            | 1423         | 570     | krakowski                   |
| 12  | Chrosna              | 399          | 199     | krakowski                   |
| 13  | Czernichów           | 1022         | 955     | krakowski                   |
| 14  | Czernichówek         | 424          | 584     | krakowski                   |
| 15  | Czułów               | 1388         | 791     | krakowski                   |
| 16  | Czułówek             | 378          | 791     | krakowski                   |
| 17  | Dąbrowa Szlachecka   | 566          | 281     | krakowski                   |
| 18  | Grotowa              | 119          | 98      | krakowski                   |
| 19  | Jeziorzany           | 455          | 365     | krakowski                   |
| 20  | Kamień               | 1617         | 537     | krakowski                   |
| 21  | Kaszów               | 1488         | 1191    | krakowski                   |
| 22  | Kłokoczyn            | 890          | 737     | krakowski                   |
| 23  | Łobzów               | 305          | 315     | krakowski                   |
| 24  | Mników               | 1184         | 786     | krakowski                   |
| 25  | Morawica             | 1179         | 921     | krakowski                   |
| 26  | Mydlniki             | 637          | 312     | krakowski                   |
| 27  | Nowa Wieś Narodowa   | 160          | 435     | krakowski                   |
| 28  | Nowa Wieś Szlachecka | 1659         | 950     | krakowski                   |
| 29  | Olszanica            | 1183         | 609     | krakowski                   |
| 30  | Piekary              | 824          | 407     | krakowski                   |
| 31  | Przeginia Duchowna   | 1220         | 712     | krakowski                   |
| 32  | Przeginia Narodowa   | 932          | 483     | krakowski                   |
| 33  | Przegorzały          | 429          | 239     | krakowski                   |
| 34  | Rączna               | 1434         | 756     | krakowski                   |
| 35  | Rusocice             | 1459         | 719     | krakowski                   |
| 36  | Rybna                | 2509         | 1676    | krakowski                   |
| 37  | Rząska               | 822          | 340     | krakowski                   |
| 38  | Ściejowice           | 464          | 201     | krakowski                   |
| 39  | Śmierdząca           | 842          | 316     | krakowski                   |
| 40  | Sułkowa              | 75           | 44      | krakowski                   |
| 41  | Wola Justowska       | 1274         | 293     | krakowski                   |
| 42  | Wołowice             | 1257         | 834     | krakowski                   |
| 43  | Zagacie              | 364          | 373     | krakowski                   |
| 44  | Zwierzyniec          | 1166         | 1571    | krakowski                   |

Objaśnienie:
(M) = miasto; (m) = miasteczko